# Automated Planet Finder

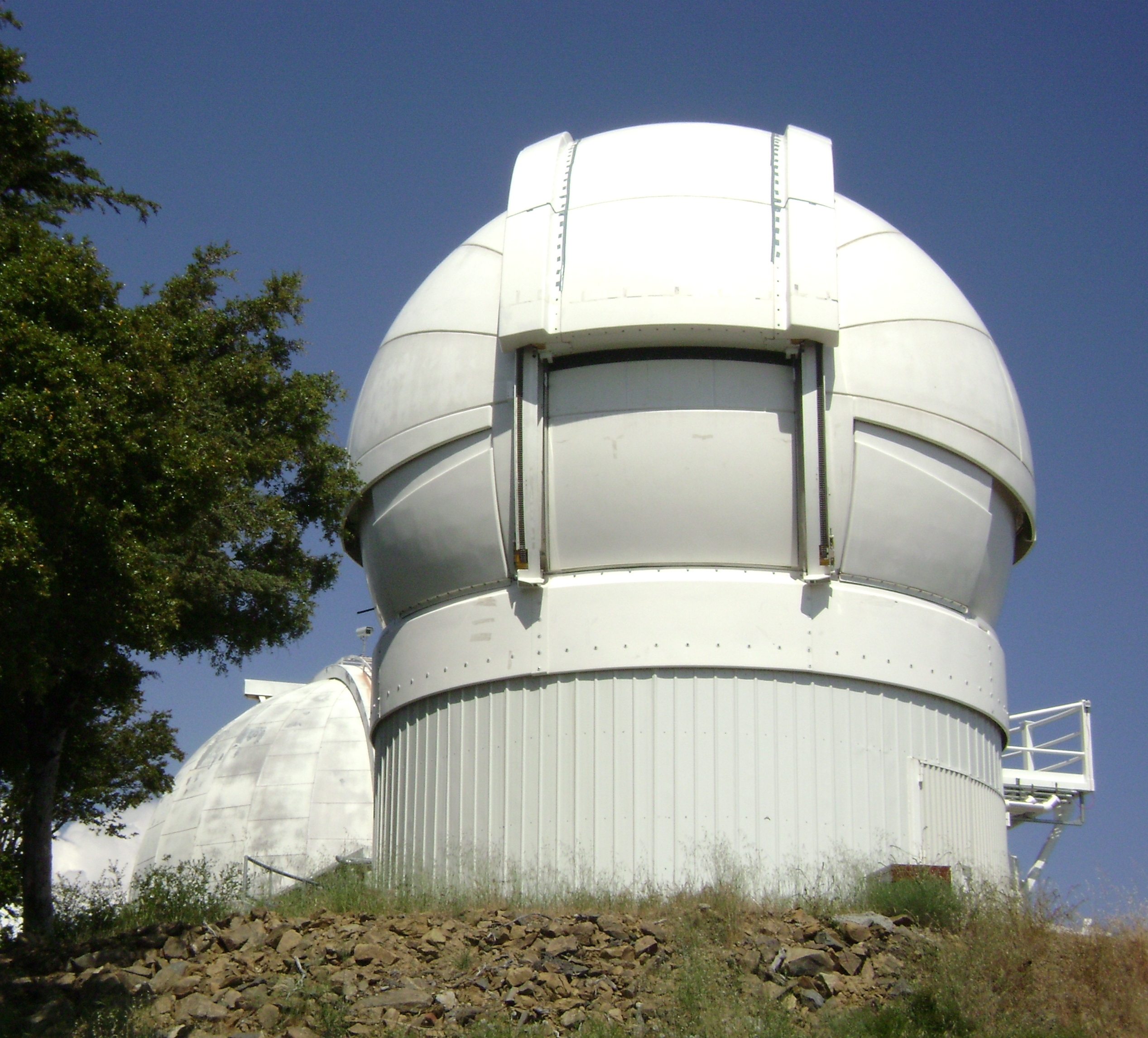
de koepel met de Automated Planet Finder

De Automated Planet Finder Telescope (afkorting: APF) is een volledig geautomatiseerde 2,4 meter optische telescoop. Deze is op Lick Observatory ontworpen om te zoeken naar planeten buiten het zonnestelsel in het bereik van vijf tot twintig keer de massa van de Aarde.
Het is in staat tot het opsporen van stellaire bewegingen zo klein als een meter per seconde. De belangrijkste doelstelling is sterren binnen een straal van ongeveer 100 lichtjaar van de Aarde te bestuderen.
Oorspronkelijk gepland voor 2006
,  zijn automatische waarnemingen begonnen op 1 januari 2014. 